# Stygobromus vitreus
Stygobromus vitreus är en kräftdjursart som beskrevs av Cope 1872. Stygobromus vitreus ingår i släktet Stygobromus och familjen Crangonyctidae. Inga underarter finns listade i Catalogue of Life.